# Francuskie Masywy i Kotliny
Francuskie Masywy i Kotliny (t. Francuskie wyżyny i kotliny, Francja atlantycka, Francja hercyńska; 35) – prowincja fizycznogeograficzna Europy Zachodniej. Stanowi przeważającą część  Francji, a także niewielkie fragmenty Luksemburga i Niemiec, ponadto w jej skład wchodzą dwa terytoria zależne Wielkiej Brytanii - Guernsey i Jersey, będące tzw. dependencjami korony brytyjskiej. Obejmuje zwarty kompleks starych hercyńskich masywów górskich wraz z towarzyszącymi im obniżeniami w postaci basenów artezyjskich i głębokich rowów tektonicznych, w których płyną rzeki. Kompleks ten otaczają: od północy kanał La Manche, od zachodu Ocean Atlantycki, od południa Pireneje i Morze Śródziemne, a od wschodu kolejno Alpy, góry Jura, Średniogórze Niemieckie i Nizina Środkowoeuropejska.
Francuskie masywy i kotliny są największą pod względem powierzchni i najdalej na zachód wysuniętą prowincją Pozaalpejskiej Europy Środkowej. Stanowią zachodnią część hercyńskiego pasa górotwórczego Europy środkowej i zachodniej. Zgodnie z regionalizacją fizycznogeograficzną Europy w uniwersalnej klasyfikacji dziesiętnej opracowaną przez Międzynarodową Federację Dokumentacji (FID) Francuskie Masywy i Kotliny dzielą się na pięć podprowincji:
- 351 Basen Paryski
- 352 Basen Akwitański
- 353 Masyw Armorykański
- 354 Masyw Centralny
- 355 Rów Rodanu